# Mellers mangust
Mellers mangust (Rhynchogale melleri) är ett rovdjur i familjen manguster som förekommer i östra Afrika.
Djuret når en kroppslängd mellan 44 och 49 centimeter, en svanslängd av 30 till 40 centimeter och en vikt mellan 1,7 och 3 kilogram. Liksom hos andra manguster är kroppen långsträckt och extremiteterna jämförelsevis korta. Pälsen är på ovansidan gråbrun och på undersidan samt huvudet ljusare, fötterna är däremot mörkare. I motsats till de flesta andra arter i familjen bär fotsulorna på de bakre extremiteterna över hela längden hår. Artens underull är mjuk och täckhåren är styva. Mellers mangust saknar en naken grop mellan överläppen och näsan vad som skiljer den från släktet Bdeogale.
Utbredningsområdet sträcker sig från Kongo-Kinshasa och Tanzania till östra Sydafrika. Habitatet utgörs av skogar och blöta grässlätter.
Det är inte mycket känt om artens levnadssätt. Det antas att varje individ lever ensam och att den är aktiv på natten där den hittar sin föda på marken. De äter frukter, termiter och troligtvis även mindre ryggradsdjur. Även artens sätt att fortplanta sig är nästan outrett. Enligt olika iakttagelser föder honan i november eller december 2 till 3 ungar.